# Всеобщие выборы в Гаити (1957)
Всеобщие выборы на Гаити проходили 22 сентября 1957 года, на них избирался президент и члены Палаты депутатов парламента. Бывший министр труда Франсуа Дювалье, который избирался под эгидой Партии национального единства, одержал победу, значительно опередив главного конкурента богатого плантатора и промышленника Луи Дежуа. Независимый умеренный кандидат Клеман Жюмель отказался от участия в выборах в день голосования из-за многочисленных подозрений, что армия контролирует выборы в пользу Дювалье. Бывший глава государства Даниэль Финьоль, пользовавшийся поддержкой среди бедных слоёв, был насильно выдворен из страны и не мог принимать участия в выборах.
Сторонники Дювалье получили большинство в Палате депутатов. После выборов Дежуа вместе со своими сторонниками был вынужден покинуть Гаити и выехал на Кубу, опасаясь репрессий со стороны Дювалье. Свободные выборы на Гаити были восстановлены лишь после падения диктатуры сына Франсуа Дювалье Жан-Клода Дювалье в феврале 1986 года.

## Контекст
После отставки президента Поля Маглуара и амнистии 1956 года на Гаити царила атмосфера социальных волнений и политической нестабильности. С декабря 1956 по июнь 1957 года сменились пять временных правительств, парламент был распущен, происходили столкновения между военными группировками..
Франсуа Дювалье выступал с популистской программой, которая была ориентирована на афро-гаитянское большинство, опираясь на расистскую стратегию противопоставления «чёрных» гаитянцев (фр. noiriste) гаитянской элите, состоящей из мулатов, представленных Луи Дежуа.

## Результаты

### Президентские выборы
| Кандидат                          | Партия                                   | Голоса  | %    |
| --------------------------------- | ---------------------------------------- | ------- | ---- |
| Франсуа Дювалье                   | Партия национального единства            | 680 509 | 72,4 |
| Луи Дежуа                         | Национальная аграрно-промышленная партия | 249 656 | 26,6 |
| Клеман Жюмель                     | национальная партия                      | 9 980   | 1,1  |
| Недействительные/пустые бюллетени | Недействительные/пустые бюллетени        |         | -    |
| Всего                             | Всего                                    | 940 445 | 100  |
| Источник: Nohlen                  |                                          |         |      |

### Парламентские выборы
| Партия                            | Голоса | % | Места |
| --------------------------------- | ------ | - | ----- |
| Сторонники Дювалье                |        |   | 35    |
| Сторонники Дежуа                  |        |   | 2     |
| Недействительные/пустые бюллетени |        | - | -     |
| Всего                             |        |   | 37    |
| Источник: Nohlen                  |        |   |       |